# Billy Jones (baseballedző)
Billy Jones amerikai baseballozó és baseballedző, 2013 és 2016 között az Appalachian State Mountaineers vezetőedzője volt.

## Játékosként
Kezdetben a Lower Columbia College és a Bellevue Bulldogs játékosa volt, utolsó szezonját pedig a Texas State Bobcatsnél töltötte.

## Edzőként
1995–1996-ban a Green River Gators edzőhelyettese, 1997–1998-ban pedig vezetőedzője volt. 1999–2000-ben az Oregon State Beavers, majd 2001-ben az Arizona State Sun Devils munkatársaként a belső mező játékosainak edzője volt. A szezont követően a Brewster Whitecaps alkalmazta, majd három szezonra az NC State Wolfpack munkatársa lett; kezdetben edzőhelyettes, később toborzó volt. 2005-ben az Oklahoma State Cowboys edzőhelyettese, 2013-ban pedig az Appalachian State Mountaineers vezetőedzője lett.

## Eredményei vezetőedzőként
| Szezon                                               | Eredmény                                             | Eredmény                                             | Helyezés                                             | Továbbjutás                                          |
| Szezon                                               | Összesen                                             | Konferencia                                          | Helyezés                                             | Továbbjutás                                          |
| Appalachian State Mountaineers (Southern Conference) | Appalachian State Mountaineers (Southern Conference) | Appalachian State Mountaineers (Southern Conference) | Appalachian State Mountaineers (Southern Conference) | Appalachian State Mountaineers (Southern Conference) |
| ---------------------------------------------------- | ---------------------------------------------------- | ---------------------------------------------------- | ---------------------------------------------------- | ---------------------------------------------------- |
| 2013                                                 | 29–23                                                | 13–14                                                | 5.                                                   | SoCon bajnokság                                      |
| 2014                                                 | 21–34                                                | 12–14                                                | T–5.                                                 | SoCon bajnokság                                      |
| Eredmény:                                            | 50–57                                                | 25–28                                                | –                                                    | –                                                    |
| Appalachian State Mountaineers (Sun Belt Conference) |                                                      |                                                      |                                                      |                                                      |
| 2015                                                 | 17–36                                                | 8–21                                                 | 11.                                                  | –                                                    |
| 2016                                                 | 18–38                                                | 9–21                                                 | 11.                                                  | –                                                    |
| Eredmény:                                            | 35–74                                                | 17–42                                                | –                                                    | –                                                    |
| Összesen:                                            | 85–149                                               | –                                                    | –                                                    | –                                                    |

## Fordítás
- Ez a szócikk részben vagy egészben  a   Billy Jones (baseball) című angol Wikipédia-szócikk ezen változatának fordításán alapul.  Az eredeti cikk szerkesztőit annak laptörténete sorolja fel. Ez a jelzés csupán a megfogalmazás eredetét és a szerzői jogokat jelzi, nem szolgál a cikkben szereplő információk forrásmegjelöléseként.